# Фоксі Браун (реперка)
Інга Декарло Фанг Марчанд (англ. Inga DeCarlo Fung Marchand; нар. 6 вересня 1978, Бруклін, Нью-Йорк, Нью-Йорк, США), відоміша під сценічним псевдонімом Фоксі Браун (англ. Foxy Brown) — американська реперка, яка, нарівні з сольною кар'єрою, також співпрацювала з багатьма артистами та деякий час була учасницею гурту The Firm. Її перший альбом, Ill Na Na, вийшов у 1996 році і досяг сьомого місця в чарті Billboard 200. Другий альбом, Chyna Doll, вийшов у 1999 році і очолив американський чарт, зробивши Фоксі Браун першою реп-виконавицею, чий альбом дебютував на першому місці чарту Billboard 200.
У 2003 році вона покинула Def Jam і скасувала випуск свого альбому Ill Na Na 2, але повернулася в 2005 році, коли Jay-Z, тодішній президент і генеральний директор лейблу, знову підписав з нею контракт, щоб розпочати роботу над ще одним неопублікованим альбомом під назвою Black Roses. Її мікстейп Brooklyn Don Diva вийшов у травні 2008 року, а її візуальний альбом King Soon Come був запланований на 2019 рік, але був відкладений на невизначений термін.

## Раннє життя
Інга Декарло Фанг Марчанд народилася і виросла в Брукліні, Нью-Йорк. Вона та двоє її старших братів виросли в Парк-Слоупі, районі середнього класу в Брукліні. Її батьки розлучилися, коли їй було чотири роки, і її сім'я переїхала до дідуся по материнській лінії. Пізніше вона відвідувала Академію Бруклінського коледжу.

## Музична кар'єра
У 14 років Інга виграла реп-конкурс, який проводили в Мангеттені. На тому конкурсі була присутня продюсерська група Trackmasters, які були вражені виступом Фоксі, і запросили її взяти участь в пісні LL Cool J «I Shot Ya». Вона миттєво стала сенсацією завдяки тому, що була дуже талановитою та зухвало читала реп у такому молодому віці. Негайний успіх призвів до війни лейблів на початку 1996 року, а в березні Def Jam Recordings підписав контракт з Фоксі, якій на той момент було 17 років.
У листопаді 1996 року виходить її дебютний альбом під назвою Ill Na Na. За перший тиждень він розійшовся тиражем понад 128 000 копій. Альбом отримав хороші відгуки від критиків і продався більше двох мільйонів копій в США. З альбому вийшло два хіт-сингли: «I'll Be» з Jay-Z та «Get Me Home» з Blackstreet.
Після випуску Ill Na Na Фоксі Браун приєдналася до інших нью-йоркських хіп-хоп виконавців, Nas, AZ і Cormega, щоб сформувати супергрупу, відому як The Firm. У березні 1997 року вона приєдналася до весняних канікул, організованих MTV у Панама-Сіті, Флорида, серед інших виконавців, включаючи репера Снуп Догга, поп-групу The Spice Girls і рок-групу Stone Temple Pilots. Пізніше вона приєдналася до туру Smokin' Grooves, організованого House of Blues разом з Cypress Hill, разом з іншими виконавцями, такими як Erykah Badu, The Roots, OutKast і The Pharcyde. Однак, пропустивши кілька виступів у турі, вона залишила його.
Другий альбом Фоксі Chyna Doll вийшов в січні 1999 року і дебютував під номером 1 у чарті Billboard 200, продавши 173 000 примірників у перший тиждень, що зробило її другою жінкою-репером, яка здійснила цей подвиг після Lauryn Hill. Згодом альбом став платиновим. В цьому ж році The Firm вирушає у світове турне.
У 2001 році Фоксі випустивла свій наступний альбом Broken Silence. Альбом дебютував у чартах Billboard під номером 5, продавши 130 000 одиниць за перший тиждень. Як і попередні альбоми, Broken Silence також продався в кількості понад 500 000 копій і отримав золотий сертифікат.
У 2002 році Браун повернулася на музичну сцену зі своїм синглом «Stylin'», в реміксі якого брали участь Birdman, її брат Гевін, Loon і N.O.R.E. Це мав бути перший сингл з її майбутнього альбому Ill Na Na 2: The Fever. Через розбіжності з Ліором Коеном, президентом Def Jam Recordings у той час, і Шоном «P. Diddy» Комбсом, альбом так і не вийшов.
Jay-Z став новим президентом і генеральним директором Def Jam, де він підписав контракт з Фоксі як одним із перших виконавців у своєму новому списку. 8 грудня 2005 року Браун оголосила, що вона зазнала серйозної та раптової втрати слуху на обидва вуха, і вона не  могла чути голосу іншої людини протягом шести місяців. На цей час Браун відклала запис свого альбому Black Roses. У червні 2006 року Браун сказала, що її слух був відновлений завдяки операції, і вона планує відновити запис. Її лейбл не встановив дати випуску, але сподівався, що альбом вийде до кінця 2006 року. У листопаді 2006 року з'явилися припущення, що Jay-Z був розчарований «недостатньою продуктивністю альбому» Фоксі Браун і планував розірвати з нею контракт. Запланований на грудень 2006 року випуск Black Roses був скасований.
У 2008 році вийшов її мікстейп Brooklyn's Don Diva.
У січні 2011 року Браун випустив дис-трек «Massacre», відповідь на «Black Friday» Lil’ Kim. 14 серпня 2012 року Фоксі з'явилася як спеціальний гість у турі Нікі Мінаж Pink Friday Tour у Нью-Йорку. У серпні 2018 року Фоксі взяла участь в пісні «Coco Chanel» із четвертого студійного альбому Нікі Мінаж Queen.
За даними ЗМІ, Фоксі повернулася до роботи над своїм майбутнім четвертим студійним альбомом. У серпні 2020 року Фоксі Браун возз’єдналася з The Firm для виконання пісні «Full Circle» з альбому Nas King’s Disease.

## Особисте життя
З 1997 по 1999 рік вона була заручена з репером Kurupt. 2000 року розповіла, що має депресію. Згодом поступила на реабілітацію від наркозалежності в медичний коледж Корнельського університету, щоб отримати лікування від опіоїдної залежності, заявивши, що більше не може записувати або виступати, не вдаючись до морфіну. Приблизно в 2001 році була заручена з Spragga Benz. Її дядько, Федеріко де ла Асунсьйон, був одним із 265 загиблих у катастрофі рейсу 587 American Airlines 12 листопада 2001 року.
Браун мала втрату слуху з травня 2005 по червень 2006. Вона вибрала слуховий апарат, і під час запису музики хтось мусив настукувати біти їй по плечу.
13 січня 2017 року Фоксі народила первістка – доньку.

## Дискографія
Студійні альбоми
- Ill Na Na (1996)
- Chyna Doll (1999)
- Broken Silence (2001)

Спільні альбоми
- The Album (разом із The Firm) (1997)

## Фільмографія
| Рік  |     | Українська назва | Оригінальна назва | Роль              |
| ---- | --- | ---------------- | ----------------- | ----------------- |
| 1998 | ф   | Ву               | Woo               | наречена          |
| 2004 | док | Вихід у чорне    | Fade to Black     | в ролі самої себе |